# Orinocosa securifer
Orinocosa securifer là một loài nhện trong họ Lycosidae.
Loài này thuộc chi Orinocosa. Orinocosa securifer được Albert Tullgren miêu tả năm 1905.